# Wysshorn
Wysshorn är en bergstopp i Schweiz.   Den ligger i distriktet Brig och kantonen Valais, i den centrala delen av landet, 70 km sydost om huvudstaden Bern. Toppen på Wysshorn är 3 546 meter över havet.
Terrängen runt Wysshorn är huvudsakligen mycket bergig. Närmaste större samhälle är Naters, 13,3 km söder om Wysshorn. 
Trakten runt Wysshorn består i huvudsak av gräsmarker. Runt Wysshorn är det ganska glesbefolkat, med 29 invånare per kvadratkilometer.